# Adoretus villosus
Adoretus villosus är en skalbaggsart som beskrevs av Blanchard 1851. Adoretus villosus ingår i släktet Adoretus och familjen Rutelidae. Inga underarter finns listade i Catalogue of Life.